# Valko Tsjervenkov

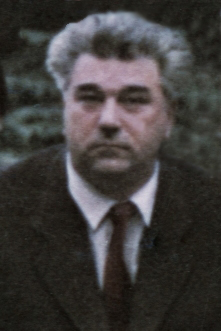
Valko Tsjervenkov

Valko Velev Tsjervenkov (Bulgaars: Вълко Вельов Червенков) (Zlatitsa, 6 september 1900 – Sofia, 21 oktober 1980) was een Bulgaars communistisch politicus. 
Tsjervenkov sloot zich in 1919 aan bij de pas opgerichte Bulgaarse Communistische Partij (BKP). Van 1920 tot 1925 was hij lid van het Centraal Comité van de Bulgaarse Communistische Jeugdliga. Tsjervenkov nam deel aan de mislukte communistische opstand van september 1923. Hij was daarna redacteur van de pro-communistische kranten Boedasjte ('De Toekomst') en Voinisjki Glas ('De Stem van de Soldaten'). In oktober 1925 ging hij naar Moskou en volgde hij een opleiding aan de partijhogeschool. Daarna was hij directeur van de school voor marxisme-leninisme]. Gedurende de Tweede Wereldoorlog verzorgde hij anti-fascistische propagandatoespraken die vanuit een Russisch radiostation werden uitgezonden en konden worden ontvangen in Bulgarije. Tsjervenkov keerde na de staatsgreep van het Vaderlands Front in 1944 naar Bulgarije terug en werd in het Centraal Comité van de Bulgaarse Werkerspartij (opvolger van de BKP) gekozen. Na de oorlog was hij gedelegeerde bij het oprichtingscongres van de Cominform in Polen (1947). In december 1947 werd hij minister van Cultuur en na de dood van zijn zwager, premier Georgi Dimitrov, werd hij eerste vicepremier en co-voorzitter van het Centraal Comité samen met Vassil Kolarov. Na het overlijden van de laatste werd hij secretaris-generaal van de BKP (de Bulgaarse Werkerspartij had haar naam in 1948 gewijzigd in Bulgaarse Communistische Partij, de oude naam dus). Hij werd sindsdien de ‘kleine Stalin’ genoemd, vanwege zijn pro-Stalinistische koers. Na het overlijden van Stalin in 1953, verloor hij zijn greep op het land- en partijbestuur geleidelijk. Reeds in 1954 werd de niet-Stalinistische Todor Zjivkov tot eerste secretaris van het Centraal Comité gekozen en in april 1956 werd hij gedwongen om af te treden als premier. Desondanks bleef hij tot 1962 lid van het Centraal Comité. In 1969 werd hij gerehabiliteerd.
- Bibliothèque nationale de France: cb117030487 (data)
- Gemeinsame Normdatei: 122712056
- International Standard Name Identifier: 0000 0000 5472 3133
- Library of Congress Control Number: nr00032073
- Nationale Bibliotheek van Tsjechië: xx0036600
- Nationale Bibliotheek van Israël: 987007457241605171
- Nederlandse Thesaurus van Auteursnamen: 174683855
- LIBRIS: 105370
- Système universitaire de documentation: 106000217
- Virtual International Authority File: 67355193
- WorldCat: E39PBJkCXP4d7VtmCJPpr8qmh3